# Gruiu (gmina)
Gruiu – gmina w północnej części okręgu Ilfov w Rumunii. W skład gminy wchodzą wsie: Gruiu, Lipia, Siliștea Snagovului i Șanțu-Florești. W 2011 roku liczyła 7412 mieszkańców.